# Shāhpūrābād
Shāhpūrābād (persiska: شاهپور آباد) är en ort i Iran.   Den ligger i provinsen Esfahan, i den centrala delen av landet, 300 km söder om huvudstaden Teheran. Shāhpūrābād ligger 1 569 meter över havet och antalet invånare är 5 172.
Terrängen runt Shāhpūrābād är en högslätt. Runt Shāhpūrābād är det ganska tätbefolkat, med 144 invånare per kvadratkilometer. Närmaste större samhälle är Shāhīn Shahr, 17,8 km väster om Shāhpūrābād. Trakten runt Shāhpūrābād är ofruktbar med lite eller ingen växtlighet.